# Alfaropsis roxburghiana
Alfaropsis roxburghiana ist eine ostasiatische Baumart aus der Familie der Walnussgewächse (Juglandaceae). Sie wurde früher meist in die Gattung Engelhardia gestellt. Der Gattungsname Alfaropsis ehrt den costa-ricanischen Naturforscher Anastasio Alfaro (1865–1951).

## Merkmale
Alfaropsis roxburghiana ist ein bis 30 m hoch werdender Baum. Die Blätter sind paarig gefiedert und 1 bis 25 cm lang, der Blattstiel ist 1 bis 8 cm lang. Die Rhachis ist kahl und trägt 2 bis 10 Fiederblättchen. Diese sind ganzrandig und 2 bis 15 mm lang gestielt. Ihre Spreite ist elliptisch-lanzeolat bis lang elliptisch, 4,5 bis 14 cm lang und 1,5 bis 5 cm breit. Die Unterseite ist kahl bis leicht behaart, die Blattbasis ist schief, die Spitze zugespitzt bis kurz zugespitzt.
Die Blütenstände stehen endständig. Sie sind aus männlichen und weiblichen Teilblütenständen zusammengesetzt. Die männlichen Blüten sind kurz gestielt, haben ein rundes Receptaculum und eine becherförmige Blütenhülle. Diese besteht aus vier ähnlichen Organen, wahrscheinlich zwei Brakteolen und zwei Kelchblättern. Sie haben 4 bis 12 Staubblätter mit kahlen Antheren. Die Pollenkörner haben einen mittleren Durchmesser von 15 Mikrometer und haben eine dicke Exine. Die weiblichen Blüten sind deutlich kurz bis lang (7 mm) gestielt. Ein Griffel fehlt, die Narben sind kurz, sitzen auf dem Fruchtknoten und sind geteilt-gekielt.
Die Nüsse sind kugelig, 3 bis 5 mm groß und kahl. Die Flügel sind ebenfalls kahl. Der mittlere Flügel ist 1,5 bis 5 cm lang, die beiden seitlichen 0,7 bis 2,7 cm. Blütezeit ist Februar bis August, die Fruchtreife Jänner bis Dezember.
Die Chromosomenzahl ist wie bei allen Vertretern der Unterfamilie Engelhardioideae 2n = 32.

## Verbreitung
Alfaropsis roxburghiana ist in Südostasien weit verbreitet und kommt in China, Kambodscha, Laos, Burma, Bangladesh, Thailand, Vietnam und Indonesien vor. Sie wächst in laubwerfenden oder immergrünen Wäldern auf Lehmböden oder an steilen, trockenen Hängen mit Sandboden und kommt von 200 bis 1500 m Seehöhe vor.

## Systematik
Alfaropsis roxburghiana (Wall.) Iljinsk. wurde lange als Engelhardia roxburghiana Wall. in der Gattung Engelhardia geführt, von Manning 1978 etwa in einer monotypischen Sektion Psilocarpeae. Iljinskaya wies 1990 darauf hin, dass die Art bezüglich ihrer Merkmale zwischen den übrigen Engelhardia-Arten und Alfaroa steht. Erste phylogenetische Untersuchungen von Manos und Stone 2001 ergaben keine eindeutigen Ergebnisse. Manos et al. konnten 2007 zeigen, dass Engelhardia mit Einschluss von Alfaropsis roxburghiana paraphyletisch wäre, sodass die Stellung als eigene Gattung gerechtfertigt ist:
|  | \| \| Alfaropsis roxburghiana \| \| \| \| \| \| Klade mit Alfaroa + Oreomunnea \| \| \| \| |
|  |                                                                                            |
|  | Engelhardia                                                                                |
|  |                                                                                            |
|  | Alfaropsis roxburghiana                                                                    |
|  |                                                                                            |
|  | Klade mit Alfaroa + Oreomunnea                                                             |
|  |                                                                                            |

|  | Alfaropsis roxburghiana        |
|  |                                |
|  | Klade mit Alfaroa + Oreomunnea |
|  |                                |

## Belege
- Anmin Lu, Donald E. Stone & L. J. Grauke: Juglandaceae, in: Flora of China, Band 4, 1999, S. 277–285. Science Press, Beijing und Missouri Botanical Garden Press, St. Louis. (pdf, 153 kB)
- Wayne E. Manning: The Classification within the Juglandaceae. Annals of the Missouri Botanical Garden, Band 65, 1978, S. 1058–1087.
- Paul S. Manos, Donald E. Stone: Evolution, Phylogeny, and Systematics of the Juglandaceae. Annals of the Missouri Botanical Garden, Band 88, 2001, S. 231–269.